# Црн-Камінь
Црн-Камінь (мак. Црн Камен) — село у Північній Македонії, яке входить до общини Виниця, що в Східному регіоні країни.
Село розкинулося в передгірській місцевості у підніжжі гірського пасма Плачковиця.